# 원환체

원환체의 튜브(빨간원)의 반지름 r와 원환체중심 반지름(파란원) R, 빨간 원을 축을 기준으로 회전시키면 빨간 원의 중심은 파란 원을 그리면서 원환체가 된다.

원환면으로부터 이를 표면으로 하는 입체는 도넛의 모양을 닮게 되는 원환체(圓環體, toroid) 형태이다.
이처럼 원을 축에 의해 회전시킨 원환면을 통해 원환체를 얻을 수 있다.

## 원환체의 부피
{\displaystyle V=2\pi ^{2}r^{2}R}
{\displaystyle R-r=a}
{\displaystyle R+r=b}에서
{\displaystyle r={{1} \over {2}}(b-a)}
{\displaystyle R={{1} \over {2}}(b+a)}
{\displaystyle V=(\pi r^{2})(2\pi R)}
{\displaystyle \;\;\;=2\pi ^{2}r^{2}R}
{\displaystyle \;\;\;=2\pi ^{2}\left({{1} \over {2}}(b-a)\right)^{2}\left({{1} \over {2}}(b+a)\right)}
{\displaystyle \;\;\;={{1} \over {4}}\pi ^{2}\left(b-a\right)^{2}\left(b+a\right)}

## 중적분에서 원환체의 부피
도넛 모양의 원환체 부피는 야코비 행렬식 {\displaystyle J}와 함께 삼중적분으로 표현될수있다.
{\displaystyle J={\begin{bmatrix}{{d(x,y,z)} \over {d(m,n,a^{'})}}\end{bmatrix}}=a^{'}(R+a^{'}cos\;n)}
{\displaystyle x=(R+a^{'}\;cos\;n)cos\;m}
{\displaystyle y=(R+a^{'}\;cos\;n)sin\;m}
{\displaystyle z=a^{'}\;sin\;n}
{\displaystyle V=\int _{0}^{2\pi }\int _{0}^{2\pi }\int _{0}^{r}a^{'}(R+a^{'}cos\;n)da^{'}dn\;dm}
{\displaystyle \;\;\;=2\pi ^{2}r^{2}R}

## 원환체의 변형

평면으로부터 원기둥 그리고 원환체

회전축까지의 거리가 짧아지면 링 원환체가 뿔 원환체가 되고 이어서 스핀들 원환체가 되며 마지막으로 구로 변한다.

|  | 원환체의 부피 {\displaystyle V=2\pi ^{2}r^{2}R} {\displaystyle V=(\pi r^{2})(2\pi R)}에서 원환체의 내부 원 둘레 {\displaystyle (2\pi R)=L}이므로 {\displaystyle V=(\pi r^{2})L} 원기둥의 부피이다. {\displaystyle L}은 원기둥의 높이 |

| {\displaystyle 1=R=r} 뿔 원환체{\displaystyle R>r} 링 원환체{\displaystyle R<r} 스핀들 원환체원환체의 3종류 |
| |

## 사각형의 원환체
|  |  |

임의의 x,y,z 입체 좌표상의 사각형을 z축으로 회전시킨 원환체

## 같이 보기
- 원환 다면체(toroidal polyhedron)
- 중적분
- 호프 올뭉치

## 참고
- http://mathworld.wolfram.com/Toroid.html
- http://mathworld.wolfram.com/Torus.html
- http://mathworld.wolfram.com/RingTorus.html
- http://mathworld.wolfram.com/StandardTori.html
- http://mathworld.wolfram.com/Lemon.html 보관됨 2018-03-24 - 웨이백 머신